# Silam
Silam is een bestuurslaag in het regentschap Kampar van de provincie Riau, Indonesië. Silam telt 1546 inwoners (volkstelling 2010).